# Campeonato Mundial de Natação em Piscina Curta de 2010 - 200 m costas feminino
A prova dos 200 metros nado costas feminino do Campeonato Mundial de Natação em Piscina Curta de 2010 foi disputado em 17 de dezembro em Dubai nos Emirados Árabes Unidos.

## Recordes
Antes desta competição, os recordes mundiais e do campeonato nesta prova eram os seguintes:
|    | Nome            | Nacionalidade | Tempo (minuto) | Local      | Data                   |
| -- | --------------- | ------------- | -------------- | ---------- | ---------------------- |
| WR | Shiho Sakai     | Japão         |                | Berlim     | 14 de novembro de 2009 |
| CR | Kirsty Coventry | Zimbabwe      |                | Manchester | Manchester 2008        |

## Medalhistas
| Ouro                   | Prata                | Bronze            |
| Alexianne Castel (FRA) | Missy Franklin (USA) | Zhou Yanxin (CHN) |

## Resultados

### Eliminatórias
As eliminatórias ocorreram dia 17 de dezembro. Oito atletas num total de 36 se classificaram  para a final.
| Colocação | Bateria | Raia | Nome                             | Tempo   | Notas |
| --------- | ------- | ---- | -------------------------------- | ------- | ----- |
| 1         | 3       | 3    | Missy Franklin (USA)             | 2:03.26 | Q     |
| 2         | 5       | 4    | Alexianne Castel (FRA)           | 2:03.51 | Q     |
| 3         | 1       | 6    | Zhou Yanxin (CHN)                | 2:04.37 | Q     |
| 4         | 5       | 5    | Daryna Zevina (UKR)              | 2:04.62 | Q     |
| 5         | 3       | 4    | Sharon van Rouwendaal (NED)      | 2:04.63 | Q     |
| 6         | 5       | 2    | Madison White (USA)              | 2:05.93 | Q     |
| 7         | 3       | 5    | Simona Baumrtova (CZE)           | 2:06.13 | Q     |
| 8         | 3       | 6    | Zsuzsanna Jakabos (HUN)          | 2:06.50 | Q     |
| 9         | 4       | 2    | Fernanda González (MEX)          | 2:06.76 |       |
| 10        | 5       | 6    | Sinead Russell (CAN)             | 2:06.99 |       |
| 11        | 4       | 5    | Maria Gromova (RUS)              | 2:07.27 |       |
| 11        | 5       | 3    | Sophia Batchelor (NZL)           | 2:07.27 |       |
| 13        | 4       | 3    | Miyuki Takemura (JPN)            | 2:08.43 |       |
| 14        | 4       | 6    | Ekaterina Avramova (BUL)         | 2:09.00 |       |
| 15        | 1       | 3    | Xu Tianlongzi (CHN)              | 2:09.13 |       |
| 16        | 4       | 4    | Pernille Jessing Larsen (DEN)    | 2:09.48 |       |
| 17        | 4       | 1    | Jessica Pengelly (RSA)           | 2:11.25 |       |
| 18        | 5       | 1    | Martina van Berkel (SUI)         | 2:12.27 |       |
| 19        | 3       | 7    | Chen Ting (TPE)                  | 2:13.04 |       |
| 20        | 4       | 7    | Isabella Arcila (COL)            | 2:13.18 |       |
| 21        | 5       | 7    | Sarah Rolko (LUX)                | 2:13.43 |       |
| 22        | 4       | 8    | Yulduz Kuchkarova (UZB)          | 2:15.25 |       |
| 23        | 2       | 4    | Jeserik Pinto (VEN)              | 2:16.95 |       |
| 24        | 5       | 8    | Carolina Alejandra Aguilar (PER) | 2:17.43 |       |
| 25        | 3       | 2    | Hazal Sarikaya (TUR)             | 2:18.45 |       |
| 26        | 3       | 8    | Elimar Barrios (VEN)             | 2:18.90 |       |
| 27        | 2       | 5    | Monica Ramirez (AND)             | 2:19.32 |       |
| 28        | 3       | 1    | Iulia Olari (MDA)                | 2:20.20 |       |
| 29        | 2       | 6    | Nicola Muscat (MLT)              | 2:22.45 |       |
| 30        | 2       | 3    | Karen Vilorio (HON)              | 2:24.15 |       |
| 31        | 2       | 1    | Talisa Lanoe (KEN)               | 2:24.30 |       |
| 32        | 2       | 2    | Sara Hyajna (JOR)                | 2:27.43 |       |
| 33        | 1       | 4    | Vong Erica Man Wai (MAC)         | 2:33.00 |       |
| 34        | 2       | 8    | Chayenne Rova (FIJ)              | 2:45.41 |       |
| 35        | 1       | 5    | Keanna Villagomez (MNP)          | 2:58.74 |       |
| -         | 2       | 7    | Kirsten Ann Lapham (ZIM)         | DNS     |       |

### Final
A final teve sua disputa realizada em 17 de dezembro.
| Colocação         | Raia | Nome                        | Tempo   | Notas |
| ----------------- | ---- | --------------------------- | ------- | ----- |
| Medalha de ouro   | 5    | Alexianne Castel (FRA)      | 2:01.67 |       |
| Medalha de prata  | 4    | Missy Franklin (USA)        | 2:02.01 |       |
| Medalha de bronze | 3    | Zhou Yanxin (CHN)           | 2:03.22 |       |
| 4                 | 6    | Daryna Zevina (UKR)         | 2:03.61 |       |
| 5                 | 2    | Sharon van Rouwendaal (NED) | 2:04.10 |       |
| 6                 | 1    | Simona Baumrtova (CZE)      | 2:06.05 |       |
| 7                 | 7    | Madison White (USA)         | 2:06.23 |       |
| 8                 | 8    | Zsuzsanna Jakabos (HUN)     | 2:06.74 |       |

Legenda
| Recorde mundial       | Recorde mundial (World record)               |                       | Recorde africano                      | Recorde africano (African) |                                           | Q | Classificado por posição (Qualified) |
| Recorde do campeonato | Recorde do campeonato (Championship record)  | Recorde da América    | Recorde da América (Americas)         | q                          | Classificado por melhor tempo (Qualified) |   |                                      |
| Melhor marca do ano   | Melhor marca do ano (World leading)          | Recorde asiático      | Recorde asiático (Asian)              | DNS                        | Não largou (Did not start)                |   |                                      |
| Recorde nacional      | Recorde nacional (National record)           | Recorde europeu       | Recorde europeu (European)            | DNF                        | Não terminou (Did not finish)             |   |                                      |
| Recorde pessoal       | Recorde pessoal do atleta (Personal best)    | Recorde da Oceania    | Recorde da Oceania (Oceania)          | DSQ / DQ                   | Desclassificado (Disqualified)            |   |                                      |
| Recorde da temporada  | Recorde da temporada do atleta (Season best) | Recorde sul-americano | Recorde sul-americano (South America) | NM                         | Sem marca (No mark)                       |   |                                      |